# Jelly Roll Morton

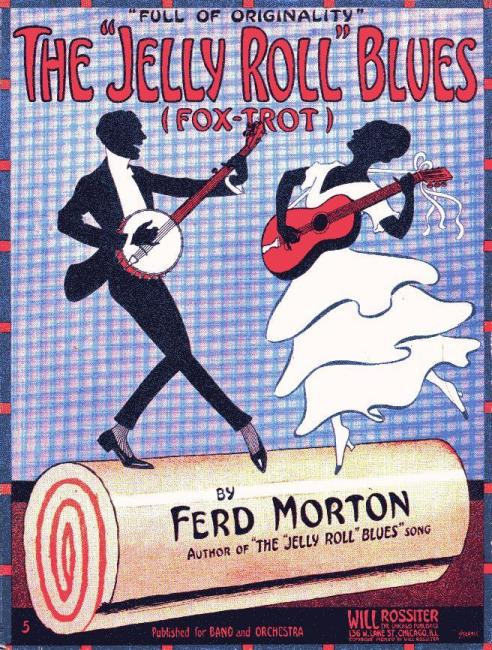

Jelly Roll Morton (New Orleans, Louisiana, 1890. október 20. – Los Angeles, Kalifornia, 1941. július 10.) amerikai zongorista, a dzsessztörténet egyik első klasszikusa.
Manapság mindenki az én dolgaimat játssza, és meg sem említik a nevemet. Beszélnek mindenféle Kansas City-i, meg chicagói, meg New Orleans-i stílusról. Egy frászt! Ez mind Jelly Roll Morton-stílus.

## Élete
Már tizennégy éves korában mulatókban és nyilvánosházakban zongorázott. Nevét számos örökzöld szerzemény őrzi.
A 20. század elején New Orleans éjszakai életének népszerű figurája volt, és igen jól élt, ami annak is köszönhető, hogy sokat turnézott Alabama, Georgia, Louisiana és Mississippi államokban. Továbbá zongorázott Kanadában, Alaszkában és Mexikóban is.
1923-tól öt esztendeig Chicagóban tartózkodott, ahol különféle együttesekkel lépett fel és  készített velük lemezeket. A  húszas évek végén New Yorkba költözött, és itt is számos lemezfelvételt készített. Létrehozott egy nagyzenekart is.
A harmincas években Washingtonba költözött. 1940-től Los Angelesben élt. Addigra már beteg volt, ott is hunyt el.

## Híres számok
- Big Foot Ham (vagy Ham & Eggs)
- Black Bottom Stomp
- Burnin' the Iceberg
- The Crave
- Creepy Feeling
- Doctor Jazz Stomp
- The Dirty Dozen
- Fickle Fay Creep
- Finger Buster
- Freakish
- Frog-I-More Rag
- Ganjam
- Good Old New York
- Grandpa's Spells
- Jungle Blues
- Kansas City Stomp
- London Blues
- Mama Nita
- Milenberg Joys
- Mint Julep
- My Home Is in a Southern Town
- New Orleans Bump
- Pacific Rag
- The Pearls
- Pep
- Pontchartrain
- Red Hot Pepper
- Shreveport Stomp
- Sidewalk Blues
- Stratford Hunch
- Sweet Substitute
- Tank Town Bump
- Turtle Twist
- Why?
- Wolverine Blues

- Jelly Roll MortonPiano Boogie

Nem tudod lejátszani a fájlt?

## Érdekesség
Giuseppe Tornatore olasz filmrendező Az óceánjáró zongorista legendája című filmje egy jelenetében zenei párbaj zajlik a főszereplő (Tim Roth) és J. R. Morton között (akit a filmben Clarence Williams játszik el).